# Pangea
Pangea (del griego: πᾶν 'todo' y Γαῖα 'tierra')

Las líneas marcadas sobre Pangea señalan las masas de tierra que se separarían para formar los continentes actuales.

fue el supercontinente que existió a finales de la era paleozoica y principios de la era mesozoica, que agrupaba la mayor parte de las tierras emergidas del planeta. Se formó por el movimiento de las placas tectónicas, que hace unos 335 millones de años unió todos los continentes anteriores en uno solo. Posteriormente, hace unos 175 millones de años, comenzó a fracturarse y a dispersarse hasta alcanzar la situación actual de los continentes, en un proceso que aún continúa. Este nombre fue aparentemente usado por primera vez por el alemán Alfred Wegener, principal autor de la teoría de la deriva continental, en 1912.

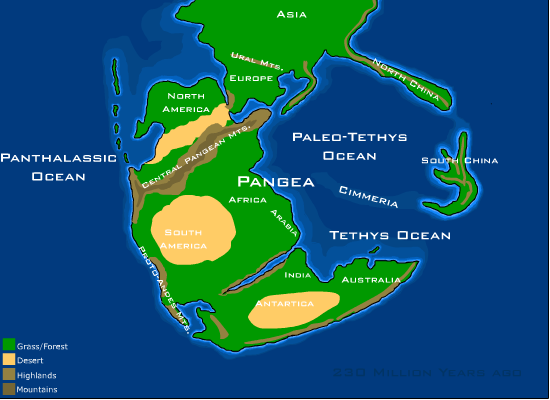
Mapa físico de Pangea basado en el de Christopher R. Scotese.

Se cree que la forma original de Pangea era una masa de tierra con forma de "U" o de "C" distribuida a través del ecuador. Ya que el tamaño masivo de Pangea era muy amplio, las regiones internas de tierra debieron ser muy secas por la falta de precipitación. En el supercontinente los animales terrestres habrían podido emigrar libremente de un extremo a otro. Entre los animales que vivieron durante los 160 millones de años de existencia de Pangea se encuentran los traversodóntidos o el alokotosaurio Shringasaurus indicus, que habitó en lo que hoy es la India. Las investigaciones también sugieren que posiblemente los primeros dinosaurios caminaron por Pangea.
Se estima que Pangea se formó a finales del período Carbonífero (hace aproximadamente 335 millones de años) cuando los continentes, que antes estaban separados, se unieron formando un solo supercontinente rodeado por un único océano: «Pantalasa». Pangea habría comenzado a fragmentarse entre finales del Triásico y comienzos del Jurásico (hace aproximadamente 175 millones de años), producto de los cambios y movimientos de las placas tectónicas. El proceso de fragmentación de este supercontinente condujo primero a dos continentes, Gondwana al oeste y Laurasia al norte, separados por un mar circumecuatorial (mar de Tetis) y posteriormente a los continentes que conocemos hoy. Dicho proceso geológico de desplazamiento de las masas continentales se mantiene en marcha al día de hoy.

## Formación
Rodinia se formó hace 1100 millones de años durante el Proterozoico, fue el supercontinente del que derivaron todos los continentes subsecuentes. No se descarta la posibilidad de la existencia de supercontinentes anteriores a Rodinia, formados y desintegrados cíclicamente durante los 4600 millones de años de existencia de la Tierra. Rodinia se fragmentó hace unos 750 millones de años y después los fragmentos volvieron a reunirse en el supercontinente Pannotia hace 600 millones de años. Pero una vez más, el supercontinente único se vuelve a fragmentar. Hace 540 millones de años, solo después de 60 millones de años de su formación, Pannotia se divide en dos fragmentos: Gondwana al sur y Proto-Laurasia, más pequeño, al norte.
El supercontinente menor, Proto-Laurasia se desplazó lejos de Gondwana a través del océano Pantalásico. Un océano nuevo se formó entre los dos continentes, el océano Proto-Tetis. Inmediatamente, Proto-Laurasia se partió en varios segmentos para crear Laurentia o Laurencia, Siberia y Báltica. Esta separación también propició la generación de dos océanos nuevos, el Iapetus y Khanty. Báltica permaneció al este de Laurentia y Siberia se asentó al noreste de Laurentia.
Durante el Cámbrico, el continente independiente de Laurentia (que posteriormente se convirtió en Norteamérica) estuvo fijo en el Ecuador, rodeado por tres océanos, el océano Pantalásico al norte y al oeste, el océano Iapetus al sur, y el océano Khanty al este. Al inicio del Ordovícico, el microcontinente de Avalonia (una masa de tierra que se convertiría en los Estados Unidos, Nueva Escocia e Inglaterra) se separó de Gondwana y comenzó su viaje hacia Laurentia.
Hacia el final del Ordovícico, Báltica chocó con Laurentia, y el norte de Avalonia chocó con Báltica y Laurentia. Entonces, Laurentia, Báltica y Avalonia se unieron para conformar al supercontinente menor de Euramérica o Laurusia, cerrando el océano Iapetus, mientras que el océano Rheico se expandió hacia la costa meridional de Avalonia. La colisión también dio lugar a la formación de los Apalaches norteños. Siberia se asentó cerca de Euramérica con el océano Khanty entre los dos continentes. Mientras todo esto estaba sucediendo, Gondwana se desplazó lentamente hacia el polo sur. Este fue el primer paso de la formación de Pangea.
El segundo paso en la formación de Pangea fue la colisión de Gondwana con Euramérica y su unión a ella. Durante el Silúrico, Báltica ya había chocado con Laurentia para formar Euramérica. Avalonia no había chocado aún con Laurentia, y una vía marítima entre ellos (que era un remanente del océano Iapetus) todavía se contraía al mismo tiempo que Avalonia avanzaba lentamente hacia Laurentia. Mientras tanto, Europa meridional se separó de Gondwana y comenzó a dirigirse hacia Euramérica a través del recientemente formado océano Rheico y colisionó con Báltica meridional durante el Devónico. Sin embargo, este microcontinente tan solo era una placa oceánica. El océano Khanty (el océano hermano de Iapetus) también se contrajo al mismo tiempo que un arco insular desgajado de Siberia chocaba con Báltica del este (ahora parte de Euramérica). Detrás de este arco insular se estaba formando un océano nuevo, el océano Ural.
Al final del Silúrico, los microcontinentes de China del Norte y China del Sur se desgajaron de Gondwana y comenzaron a dirigirse hacia el norte a través del océano Proto-Tetis, abriendo desde el sur el océano Paleo-Tetis. En el período Devónico, Gondwana se desplazó hacia Euramérica, lo que causó que el océano Rheico se contrajera.
Al inicio del Carbonífero, el noroeste de África había tocado la costa sudeste de Euramérica, creando la porción meridional de los montes Apalaches y el macizo del Atlas. Sudamérica se movió hacia el norte con dirección a Euramérica meridional, mientras que la porción del este de Gondwana (India, Antártida y Australia) se dirigió hacia el polo sur desde el ecuador.
China del Norte y China del Sur se encontraban en continentes independientes. Hacia la mitad del Carbonífero, el microcontinente de Kazajstania había chocado con Siberia (el continente siberiano había sido un continente separado durante millones de años desde la fragmentación del supercontinente Pannotia). Al final del Carbonífero, el oeste de Kazakhstania chocó con Báltica, cerrando los océanos Ural y Proto-Tetis entre ellos (orogenia Uraliana), lo que causó la formación de los montes Urales y del supercontinente de Laurasia. 
Mientras tanto, Sudamérica había chocado con el sur de Laurentia, cerrando el océano Rheico y formando la parte meridional de los Apalaches y las montañas de Ouachita. Para este tiempo, Gondwana se posicionó cerca del polo sur, y se formaron glaciares en la Antártida, la India, Australia, África meridional y Sudamérica. El bloque del norte de China chocó con Siberia al final del Carbonífero, cerrando por completo el océano Proto-Tetis.
Para el inicio del Pérmico temprano, la placa Cimmeriana se desgajó de Gondwana y se dirigió hacia Laurasia, formando un océano nuevo en su extremo meridional, el océano Tetis, y cerrando el océano Paleo-Tetis. La mayoría de las masas de tierra estaban reunidas en una sola entidad. Para el período Triásico, Pangea rotó ligeramente en dirección al sudoeste. La placa Cimmeriana todavía viajaba a través del cada vez más pequeño océano Paleo-Tetis, hasta la mitad del Jurásico. Paleo-Tetis se cerró de oeste a este, creando la orogenia Cimmeriana. Pangea parecía una "C", con un océano dentro de la "C", el nuevo océano Tetis. No obstante, Pangea se desunió durante el Jurásico Medio, y esta fragmentación se explica en el siguiente apartado.

## Disgregación

Separación animada de Pangea.

Hubo tres fases importantes en la desintegración de Pangea. La primera fase comenzó al principio-mitad del Jurásico, cuando en Pangea se creó una grieta que abarcaba desde el océano Tetis al este hasta el Pacífico al oeste. Esta grieta separó Norteamérica de África y produjo múltiples fallas, siendo el río Misisipi la más grande de ellas. La grieta produjo un nuevo océano, el océano Atlántico. Este océano no se abrió uniformemente, sino que el desplazamiento comenzó en el Atlántico Norte-Central; el Atlántico sur no se abriría hasta el Cretácico. Laurasia comenzó a rotar hacia la derecha y se movió hacia el norte, con Norteamérica al norte y Eurasia al sur. El movimiento de Laurasia siguiendo las manecillas del reloj también condujo al cierre del océano Tetis. Mientras tanto, en el otro lado, en África se formaron nuevas grietas a lo largo de los márgenes adyacentes de África, de Antártida y del este de Madagascar, lo que conduciría a la formación del océano Índico, que también se abriría durante el Cretácico.
La segunda fase importante de la desintegración de Pangea comenzó al inicio del Cretácico (hace 150-140 millones de años), cuando el supercontinente Gondwana se dividió en cuatro continentes más pequeños (África, Sudamérica, India y Antártida/Australia). Hace cerca de 200 millones de años, el continente de Cimmeria, según lo mencionado arriba ("la formación de Pangea"), chocó con Eurasia. Sin embargo, a la vez que se producía esta colisión, se formó la nueva zona de subducción que se denomina fosa de Tetis. Esta fosa produjo la subducción de la dorsal oceánica de Tetis, responsable de la expansión del océano Tetis. Esta subducción probablemente causó que África, la India y Australia se movieran hacia el norte. Al inicio del Cretácico, Atlántica, la Sudamérica de hoy, y África finalmente se separaron de Gondwana (es decir, se separaron de la Antártida, India y Australia), causando la apertura de un "océano Índico del sur". En el Cretácico medio, Gondwana se fragmentó para abrir el Océano Atlántico del sur mientras Sudamérica comenzó a moverse hacia el oeste alejándose de África. El Atlántico del sur no se desarrolló uniformemente, se separó de sur al norte como una cremallera. También al mismo tiempo, Madagascar y la India comenzaron a separarse de la Antártida y se movieron hacia el norte, abriendo el océano Índico. Madagascar y la India se separaron hace aproximadamente de 100 a 90 millones de años durante el Cretácico tardío. La India continuó moviéndose hacia el norte con dirección a Eurasia a una velocidad de 15 centímetros por año (un récord de movimiento tectónico), cerrando el océano Tetis, mientras que Madagascar se detuvo y encalló con la placa Africana. Nueva Zelanda y Nueva Caledonia comenzaron a moverse desde Australia hacia el este en dirección del Pacífico, abriendo el mar del Coral y el mar de Tasmania. Desde entonces, han sido islas independientes.
La tercera fase principal (y final) de la desintegración de Pangea ocurrió al inicio del Cenozoico (Paleoceno - Oligoceno). Norteamérica/Groenlandia finalmente se separó de Eurasia, abriendo el mar Noruego hace cerca de 60-55 millones de años. Los océanos Índico y Atlántico continuaron expandiéndose, cerrando el océano Tetis. Mientras tanto, Australia se separó de la Antártida y se movió rápidamente hacia el norte, así como lo había hecho la India más de 40 millones de años antes; en la actualidad se encuentra en curso de colisión con el este de Asia. Australia y la India se están moviendo actualmente en dirección noreste a una velocidad de 5-6 centímetros por año. La Antártida ha estado en (o muy cerca de) el polo sur desde la formación de Pangea (desde hace 280 millones de años). La India comenzó a chocar con Asia hace cerca de 35 millones de años, formando el Himalaya y cerrando finalmente con esto la vía marítima de Tetis; esta colisión aún continúa hoy. La placa africana empezó a cambiar su dirección, del oeste al noroeste hacia Europa, mientras que Sudamérica comenzó a moverse en dirección al norte, se separó de la Antártida y permitió por primera vez la completa circulación oceánica alrededor de Antártida, causando un rápido enfriamiento del continente y la formación de los glaciares. Otros acontecimientos importantes ocurrieron durante el Cenozoico, tales como la apertura del golfo de California, el levantamiento de los Alpes y la apertura del mar del Japón. La desintegración de Pangea continúa hoy día en la grieta al este de África. Además, las colisiones en curso pueden indicar la creación incipiente de un nuevo supercontinente, siendo Amasia el candidato más acorde con las tendencias geológicas actuales.
| Predecesor: Pannotia | Ciclo supercontinental Fanerozoico (Carbonífero - Jurásico) | Sucesor: Amasia o Aurica Pangea última o Novopangea |